# 惠州警察博物馆
惠州警察博物馆是一间位于中国广东省惠州市的行业类博物馆，成立于2007年6月，初时于惠州市公安局大楼内设置展馆。2016年4月14日，惠州警察博物馆位于惠州市公安局警官训练处（惠州市人民警察学校）的新馆正式启用。
该馆是中国第一间设置于非省会城市的警察博物馆，亦是中国第四间警察行业性博物馆，隶属于惠州市公安局。在新馆开馆之时，它亦是广东省最大的一间警察博物馆。

## 历史
惠州警察博物馆于2005年开始筹建，并于2007年3月（一说6月）在惠州市公安局办公大楼内开幕，由林洪出任首任馆长。该馆初时有藏品逾六千件，多数为该馆征集小组透过寻访惠州各地各界人士获得。该馆最初并不对外开放，而展览面积仅有300多平方米。至2009年初，该馆的展览面积增加至800多平方米。2010年，该博物馆被列入国家博物馆名录。
2016年3月30日（一说4月6日），惠州警察博物馆新馆在惠州市公安局警官训练处落成。4月14日，新馆正式启用，同日举办开馆仪式。新馆开馆时有藏品1.1万余件，除寻访本地人士获得的藏品外，还有一部分藏品由浙江、福建、台湾等地征集。

## 展览
现时的惠州警察博物馆占地面积为2810平方米，建筑面积2700平方米。该馆共有三层作为展览用途，总展览面积为1350平方米，并有逾1.3万件藏品。
该馆第一层为临时展厅，二、三层则是常设展厅。临时展厅用于惠州公安近期工作、专题工作及警察文化等方面的展览。常设展厅“中国（惠州）警政发展史”则分为古代警政展区、近现代警政展区及惠州当代公安展区三部分。前两者设于二楼，展示惠州明末清初以后、建国以前与警察相关的石器、石碑等实物，以及与政治保卫局、东江流域人民公安发展有关的历史资料。惠州当代公安展区则设于三楼，展示中华人民共和国成立后惠州公安发展情况，并设案件展示区展示惠州公安破获的各类具有代表性的罪案。案件展示区的藏品以1990年代中后期缴获的2张熊猫皮及1张东北虎皮最为显眼，后者更被认为是该馆的“镇馆之宝”，并被安置于专门的恒温恒湿玻璃柜内。
该馆二楼还设有英烈纪念区，展示彭宝林、温铎等因公牺牲的惠州警察的事迹及生前遗物等物品。此外，该馆三楼亦设置了武警、消防、边防等警种的专门展区。

## 参观信息

### 开放情况
与惠州市的其他博物馆一样，惠州警察博物馆现时亦为免费展馆，惟参观该馆前需向惠州市公安局申请。该馆新馆启用时，惠州市公安局称会视情况向公众开放。

### 行经公共交通
- 警察学校[11]：39、49